# Kaiserdamm (metropolitana di Berlino)
La stazione di Kaiserdamm è una stazione della metropolitana di Berlino, sulla linea U2.
È posta sotto tutela monumentale (Denkmalschutz).

## Interscambi
- Stazione ferroviaria (Messe Nord / ICC (Witzleben))[2]
- Fermata autobus